# Rivière Iktotat
La rivière Iktotat est affluent du littoral Est de la baie d'Hudson. Ce cours d'eau coule dans le territoire non-organisé de la Baie-d'Hudson, dans la péninsule d'Ungava, dans la région administrative du Nord-du-Québec, au Québec, au Canada.

## Géographie
À partir du cap Wolstenholme (cap le plus au nord du Québec) en descendant vers le sud, la rivière Iktotat est le troisième des cours d'eau québécois importants se déversant sur le littoral Est de la baie d'Hudson.
Les bassins versants voisins de la rivière Iktotat sont :
- côté nord : rivière Chukotat ;
- côté est : lac Allemand, rivière de Puvirnituq ;
- côté sud : rivière Sorehead, rivière de Puvirnituq ;
- côté ouest : baie d'Hudson.

La rivière Iktotat prend sa source d'un petit lac sans nom (longueur : 2 km ; altitude : 258 km). Il est situé à 25,8 km au nord-ouest du lac Allemand, à 5,8 km au sud de la rivière Chukotat et à 18,1 km au nord du lac Juet.
À partir de ce lac de tête, la rivière Iktotat coule sur 6,4 km vers le nord, jusqu'à un deuxième lac (altitude : 243 m) que le courant traverse, puis vers le sud-ouest jusqu'à la rive nord-est d'un troisième lac (altitude : 243 m). La rivière Iktotat traverse ce dernier lac sur 8,0 km, en coulant vers le sud-ouest. À partir de l'embouchure de ce lac, la rivière Iktotat coule vers le sud-ouest sur 67,1 km, jusqu'au fond d'une baie. Cette dernière est longue de 22,9 km, orientée vers le sud-ouest.
L'embouchure de la rivière Iktotat est située à 35,4 km du village nordique de Akulivik, à 25 km à l'est de l'embouchure de la rivière Chukotat, à 38,3 km de l'île Smith (longueur : 24,4 km ; située à l'ouest de Akulivik) et 35,4 km au nord de l'embouchure de la rivière Sorehead.
La rivière Iktotat coule vers le sud-ouest, presque en ligne droite, en parallèle au sud de la rivière Chukotat, à une distance entre 4,7 et 6,3 km entre ces deux cours d'eau, dans la partie inférieure de la rivière (soit le dernier segment d'une longueur de 55 km). Une chaine de collines sépare les deux cours d'eau.

## Toponymie
Le toponyme rivière Iktotat a été officialisé le 5 décembre 1968 à la Commission de toponymie du Québec.